# Кристи, Вильгельм
Вильгельм Фриманн Корен Кристи (норв. Wilhelm Frimann Koren Christie; 7 декабря 1778, Кристиансунн — 10 октября 1849, Берген) — норвежский политический и государственный деятель, юрист.

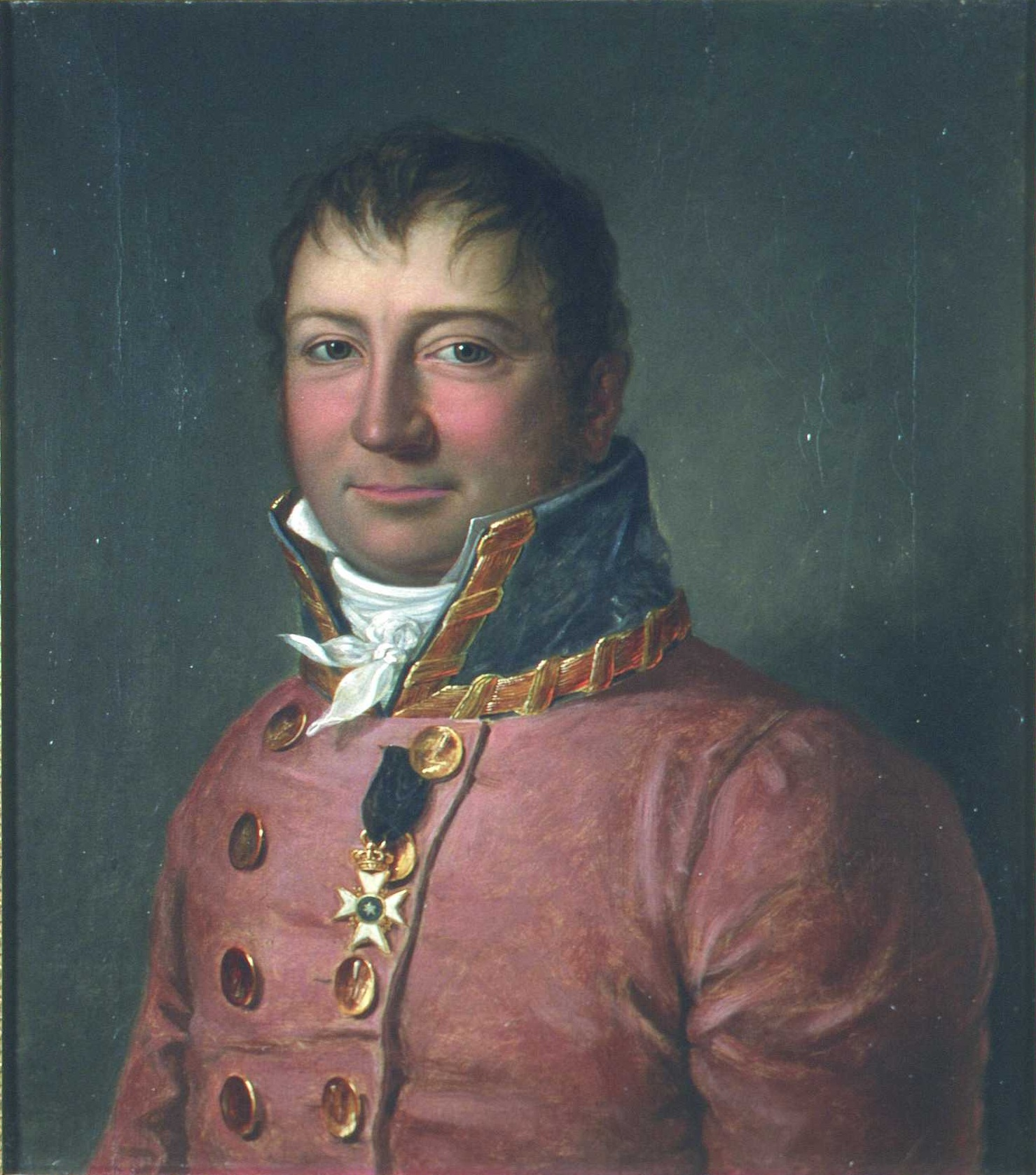
Портрет судьи Вильгельма Кристи, написанный Якобом Мунком

## Биография
Сын почтмейстера. Учился в Соборной школе Бергена, затем в Копенгагенском университете. В 1799 году стал кандидатом юридических наук. После окончания университета работал в Копенгагене.
В 1809 году стал судьей в графстве Хордаланн. С 1815 по 1825 год был там же губернатором графства.

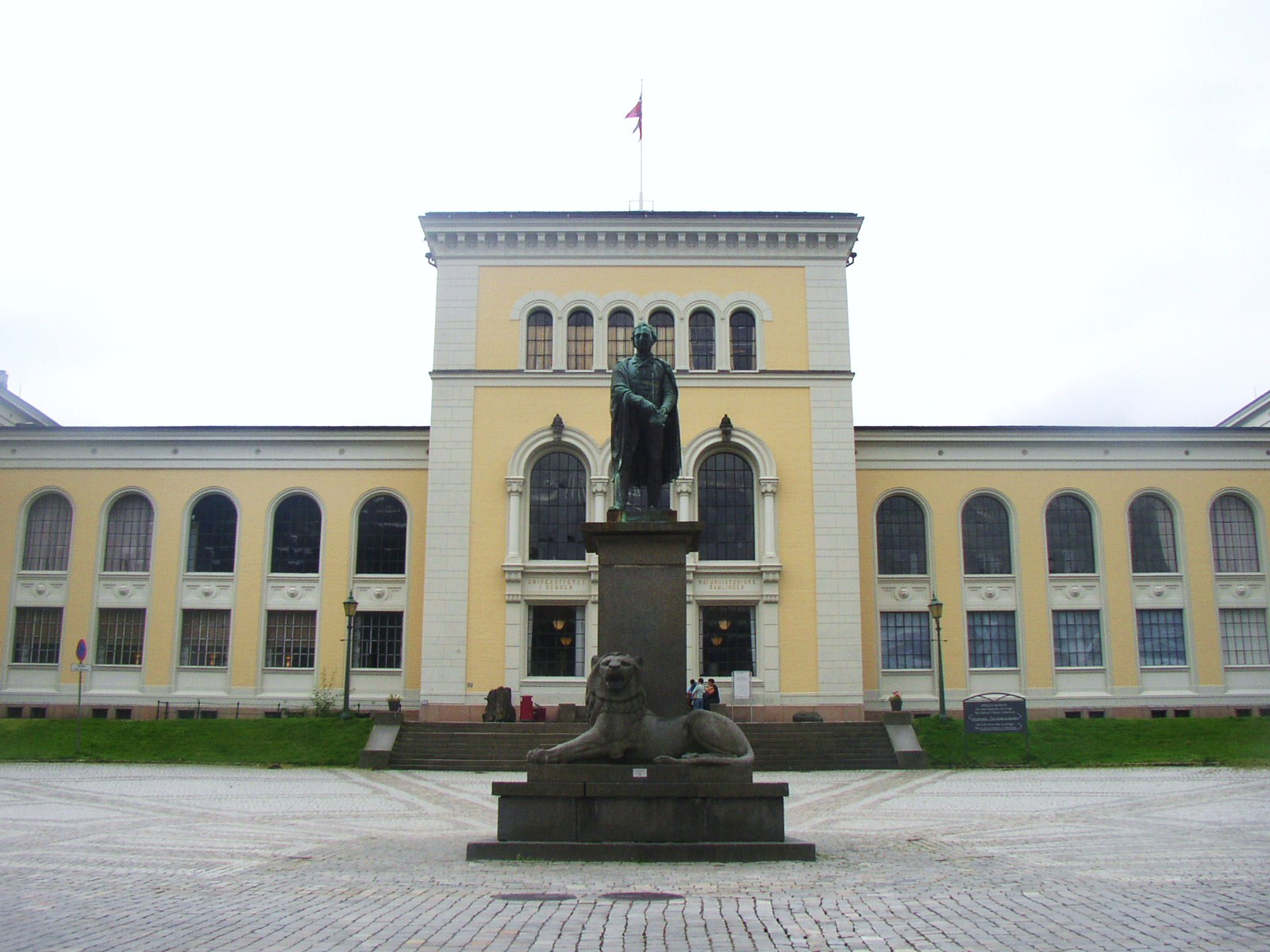
Статуя Вильгельма Ф. К. Кристи перед музеем Бергена

В 1814 году — Постоянный секретарь Учредительного собрания Норвегии, которое приняло Конституцию Норвегии и формализовало роспуск союза с Данией.
С 1814 по 1838 год избирался депутатом парламента Норвегии. В 1814—1818 годах руководил Стортингом, парламентом Норвегии.
Возглавлял комитет по переговорам со Швецией и сыграл важную роль в союзе Норвегии со Швецией.
В 1825 году основал Университетский музей Бергена.
С 1828 года до своей смерти служил таможенным инспектором в Бергене. Был членом городского совета Бергена с 1837 по 1841 год. Участвовал в создании Бергенского сберегательного банка, председателем которого был несколько лет.
Кристи был членом Норвежского королевского общества наук в Тронхейме с 1820 года, в 1846 году был избран почетным членом Союза охраны норвежских исторических памятников.
Умер от инсульта.